# Expedice 18
Expedice 18 byla osmnáctá posádka dlouhodobě obývající Mezinárodní vesmírnou stanici (ISS). První dva členové posádky, Michael Fincke a Jurij Lončakov, odstartovali 12. října 2008 na palubě kosmické lodi Sojuz TMA-13. K nim se na ISS připojil astronaut Gregory Chamitoff, který už pracoval na stanici jako člen Expedice 17. V listopadu Chamitoffa zaměnila Sandra Magnusová a ji v březnu 2009 japonský astronaut Kóiči Wakata.

## Posádka

### První část (říjen 2008 až listopad 2008)
- Michael Fincke (2), velitel,[2] NASA
- Jurij Lončakov (3), palubní inženýr, Roskosmos (CPK)
- Gregory Chamitoff (1), palubní inženýr, NASA

### Druhá část (listopad 2008 až únor 2009)
- Michael Fincke (2), velitel, NASA
- Jurij Lončakov (3), palubní inženýr, Roskosmos (CPK)
- Sandra Magnusová (2), palubní inženýr, NASA

### Třetí část (únor 2009 až duben 2009)
- Michael Fincke (2), velitel, NASA
- Jurij Lončakov (3), palubní inženýr, Roskosmos (CPK)
- Kóiči Wakata (3), palubní inženýr, JAXA

V závorkách je uveden dosavadní počet letů do vesmíru včetně této mise.

## Záložní posádka
- Gennadij Padalka, velitel, Roskosmos (CPK) (za Lončakova)
- Michael Barratt, palubní inženýr, NASA (za Finckeho)
- Timothy Kopra, palubní inženýr, NASA (za Chamitoffa)
- Nicole Stottová, palubní inženýr, NASA (za Magnusovou)
- Sóiči Noguči, palubní inženýr, JAXA (za Wakatu)

## Výstupy do vesmíru
|    | Mise              | Astronauti                    | Začátek (UTC)           | Konec (UTC)             | Trvání             | Poznámky |
| -- | ----------------- | ----------------------------- | ----------------------- | ----------------------- | ------------------ | --- |
| 1. | Expedice 18 EVA 1 | Jurij Lončakov Michael Fincke | 23. prosince 2008 00:51 | 23. prosince 2008 06:29 | 5 hodin, 38 minut  | Instalace zařízení na měření elektromagnetické energie na modul Pirs, sběr výsledků ruského dlouhodobého experimentu Biorisk, montáž nových experimentů na povrch stanice, fotografování stanice.  |
| 2. | Expedice 18 EVA 2 | Jurij Lončakov Michael Fincke | 10. března 2009 16:22   | 10. března 2009 21:11   | 4 hodiny, 49 minut | Instalace experimentu EXPOSE-R na povrch modulu Zvezda a jeho aktivace, demontáž upevňovacích pásků zaměřovacího terče na modulu Pirs, inspekce a fotografování stavu povrchu ruské části stanice. |